# Яковозавры
«Яковозавры» (англ. Jackovasaurus) — эпизод 304 (№ 35) сериала «Южный Парк», премьера которого состоялась 16 июня 1999 года.

## Сюжет
Мальчики устраивают пикник на берегу Старкова пруда. Картман исполняет на губной гармошке песню собственного сочинения «Пацаны, я вас ненавижу», а затем уходит в туалет в кусты, где замечает среди деревьев какое-то странное животное. Ребята обращаются за помощью к дяде Стэна, Джимбо и его фронтовому товарищу Неду, который недавно потерял свой голосовой аппарат, и вместе они обнаруживают необычное существо, которое начинает раздражать своим поведением всех в городе, кроме Картмана.
В городе проводят собрание, чтобы решить, как поступить с существом, когда появляются представители Министерства внутренних дел и сообщают, что существо относится к почти вымершему виду «яковозавров», который они намерены возродить. Горожане дают существу имя «Хоуп» (рус. Надежда), не обращая внимания на то, что существо само себя называет «Джун-Джун». Хоуп решают поселить на ферме у Карла, наотрез отказавшись от предложенной квартиры мистера Гаррисона, которому мэр не доверяет после изнасилования голубя, о котором тот должен был заботиться.
Другой яковозавр, по имени «Яков» появляется у Картмана на пороге и говорит, что ищет свою жену Джун-Джун. Картман, Кайл и Стэн отводят Якова к его жене в амбар, где она содержится, но жители города их обнаруживают. Тем временем, Джимбо приносит Неду новый голосовой аппарат, но ошибается в выборе модели, и Нед вынужден говорить с ирландским акцентом.
Яковозаврам дарят отдельный дом, чтобы они могли размножаться. К сожалению, выясняется, что у Якова и Хоуп нет гениталий. Доктор Мефесто оплодотворяет Хоуп, и, после четырёхдневной беременности, Хоуп рождает целый выводок маленьких яковозавров. Быстро становится ясно, что яковозавры представляют собой основной источник беспокойства для всех жителей Саут-Парка, благодаря своему шумному и навязчивому поведению. Горожане уговаривают яковозавров переехать в Мемфис, но Картман, который остаётся единственным поклонником яковозавров, уговаривает их остаться. Представители Министерства внутренних дел уезжают, осознав, насколько раздражающими оказались яковозавры; они назначают Картмана официальным представителем Министерства внутренних дел, сказав ему, что теперь у него есть власть, которую люди должны уважать.
Жители города находят способ навсегда избавиться от яковозавров, пригласив их на игровое шоу, на котором Яков выиграет путёвку во Францию с «50 ближайшими родственниками». Хотя Барбреди правильно отвечает на все вопросы викторины, победу присуждают Якову. Картман понимает, что игровое шоу подстроено и спешит к Якову, но опаздывает, прибыв в аэропорт, когда самолёт с Яковом и всей его семьей уже взлетает. Нед не находит свой старый голосовой аппарат и приобретает новый — с красивым, не «железным» голосом, хотя это раздражает всех, включая самого Неда. Эпизод заканчивается прибытием яковозавров во Францию, где они ищут «пирамиды», когда Яков спотыкается и нечаянно крушит кафе, полное французов. Несмотря на то, что в Саут-Парке такие повадки этих существ всех бесили, французы смеются и отмечают, что он напоминает им Джерри Льюиса.

## Смерть Кенни
Мальчики уходят за город, чтобы показать облечённому властью Картману новое животное, которое «скоро сожрут медведи». Выясняется, что это Кенни с ветками на голове в виде рогов. После того, как ребята убегают за Картманом на шоу, на Кенни набрасывается медведь и съедает его.

## Пародии
- Яковозавры являются пародией на персонажа Звёздных войн, Джар Джар Бинкса, из эпизода I «Скрытая угроза» (который вышел за месяц с небольшим до запуска эпизода «Яковозавры»); эти персонажи были призваны показать, насколько были разочарованы Паркер и Стоун, как фанаты «Звёздных войн», глупостью этого персонажа[1][2].
- Когда мужчины Саут-Парка смотрят футбол, Джеральд говорит Якову купить крекеры в магазине, который находится в «шести километрах» в Фэйрплэй. Фэйрплэй — реально существующий город в Колорадо, который стал прототипом сериального Саут-Парка.
- Мистер Гаррисон упоминает о том, что Чабби Чекер играл в The Beatles, хотя тот на самом деле всего лишь делал кавер-версию песни «Back in the USSR».
- В момент возвращения яковозавра-отца домой при очередной шутке звучит закадровый смех. Это является пародией на типичные мыльные получасовые ситкомы, вроде сериалов «The Nanny», «Женаты... с детьми», «Друзья». Кроме того шутки перед закадровым смехом, например «Отец: Это почтальон. Он занимается почтой. Сын: А он и мамой занимался» очень похожи на шутки из этих ситкомов.

## Факты
- Эпизод снимался за неделю до выхода Саут-Парк: большой, длинный и необрезанный, и съёмки проходили одновременно с постпродакшном фильма. Он вышел 16 июня 1999 года, в тот же день, когда Трей Паркер доделывал звуковую дорожку к фильму.
- Эта серия стала первой где Картман проявляет заботу к кому-либо. Кайл объяснил это так: «Наверное он нашёл такого же как он сам, раздражающего и глупого».